# ناحیه اوروسلانی
ناحیهٔ اوروسلانی (به مجاری: Oroszlányi járás) یک ناحیه در مجارستان است که در کوماروم-استرگوم واقع شده‌است. ناحیهٔ اوروسلانی ۱۹۹٫۳۹ کیلومتر مربع مساحت و ۲۶٬۱۶۳ نفر جمعیت دارد.